# Улица Федота Шубина
Улица Федота Шубина — улица в историческом центре Архангельска, проходит от Набережной Северной Двины до Проспекта Обводный канал. Протяжённость улицы около километра двухсот метров.
Улица ведёт на Кузнечевское кладбище.

## История

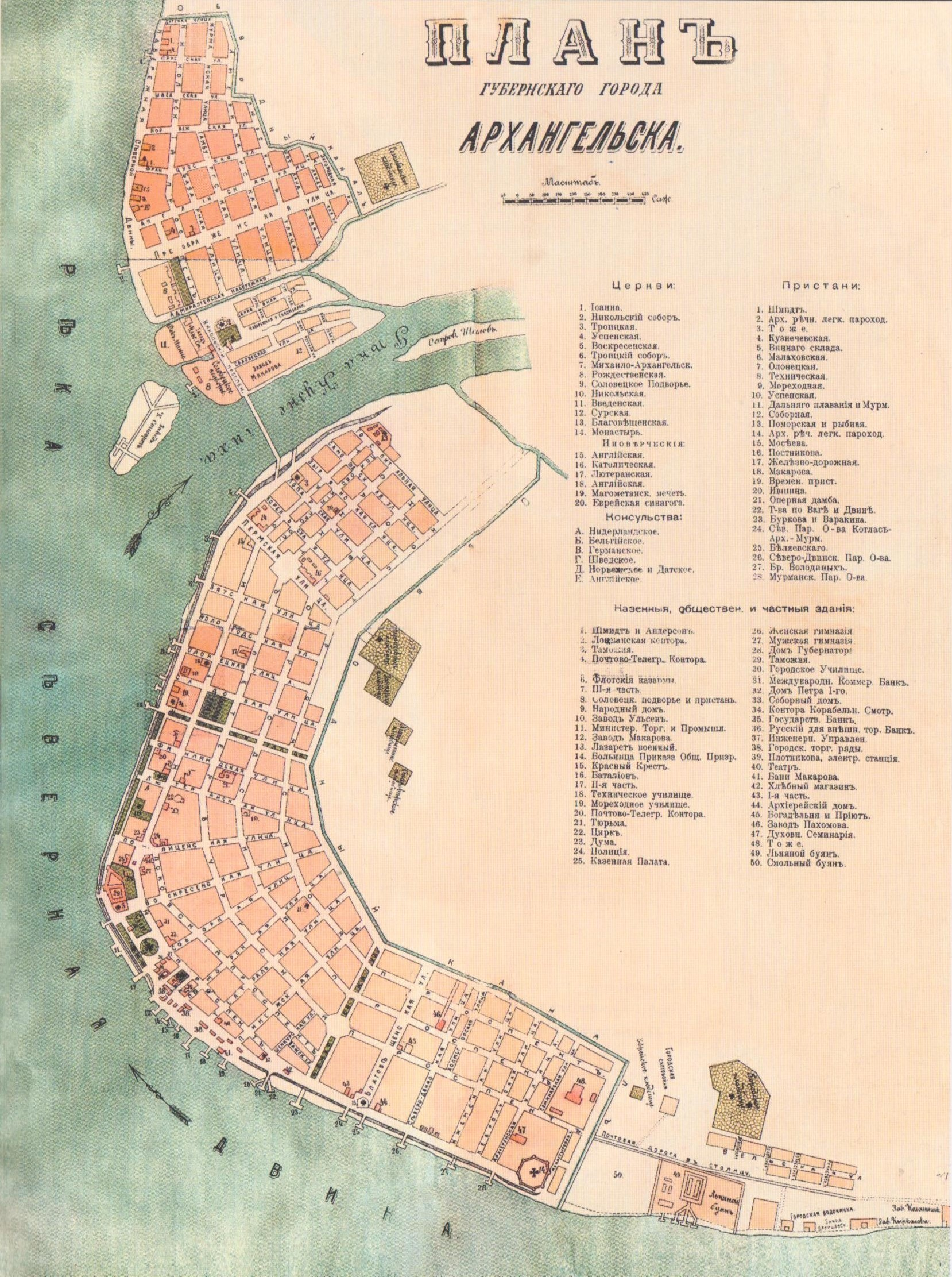
Карта Архангельска 1890 года

Современное название, с 1955 года, в честь русского скульптора Федота Шубина (1740—1805), крупнейшего мастера портретной скульптуры русского классицизма второй половины XVIII века, названа в связи с 150-летием со дня его кончины (мемориальная доска на д. 1). Федот Шубин был уроженцем Архангельской губернии, земляком М. В. Ломоносова.
Предыдущие названия : с 1870 года — Вятская — по городу Вятка; Малаховская (вела на Малаховскую пристань на Северной Двине) и Истоминская — по фамилиям местных домовладельцев, известных архангельских купцов.
Исторически представляла собой одну из границ немецкой слободы Архангельска
Историческая застройка не сохранилась. Улица застраивается новыми домами, в 2015 году возведён ЖК «Дом на набережной». В 1973 году у пересечения с Проспектом Советских Космонавтов построен крупнейший спортивный комплекс города — стадион «Труд»

## Достопримечательности
д. 1 — Государственный архив Архангельской области.
МБОУ СОШ № 23 имени А. С. Пушкина
Стадион «Труд»